# Mirpur Turk
Mirpur Turk è una suddivisione dell'India, classificata come census town, di 28.257 abitanti, situata nel distretto di Delhi Nord Est, nello territorio federato di Delhi. In base al numero di abitanti la città rientra nella classe III (da 20.000 a 49.999 persone).

## Geografia fisica
La città è situata a 28° 42' 48 N e 77° 16' 20 E.

## Società

### Evoluzione demografica
Al censimento del 2001 la popolazione di Mirpur Turk assommava a 28.257 persone, delle quali 15.246 maschi e 13.011 femmine. I bambini di età inferiore o uguale ai sei anni assommavano a 4.923, dei quali 2.571 maschi e 2.352 femmine. Infine, coloro che erano in grado di saper almeno leggere e scrivere erano 17.854, dei quali 10.812 maschi e 7.042 femmine.